# Rege (album)
A Rege a Ghymes együttes hatodik nagylemeze és első platinalemeze. Ezen az albumon már a kiforott Ghymes-hangzást találhatjuk, olyan koncerten azóta is sokat játszott dalokkal, mint a: Bazsarózsa, "33", Ne nézz hátra, Tánc a hóban vagy a Fennen hordod.
Az albumon Balassi Bálint és Weöres Sándor egy-egy műve hallható megzenesítve.

## Kiadásai
- 1998 CD, MC

## Dalok
1. Rege Archiválva 2005. november 3-i dátummal a Wayback Machine-ben (Szarka Tamás) – 5:22
2. Bazsarózsa Archiválva 2006. december 2-i dátummal a Wayback Machine-ben (Szarka Tamás) – 6:22
3. "33" Archiválva 2005. november 3-i dátummal a Wayback Machine-ben (Szarka Tamás) – 5:25
4. Jézus ágyán Archiválva 2005. november 3-i dátummal a Wayback Machine-ben (Szarka Tamás) – 4:55
5. Azért ne bánkódjál Archiválva 2006. december 2-i dátummal a Wayback Machine-ben (Szarka Gyula - Balassi Bálint) – 6:01
6. Eskü Archiválva 2016. március 5-i dátummal a Wayback Machine-ben (Buják Andor - Szarka Tamás) – 5:16
7. Bujdosó dal Archiválva 2006. december 2-i dátummal a Wayback Machine-ben (Szarka Gyula - Ismeretlen XVIII. századi költő verse) – 5:37
8. Ej, de igen nagy kár Archiválva 2005. november 3-i dátummal a Wayback Machine-ben (Szarka Gyula - Weöres Sándor) – 7:02
9. Ne nézz hátra Archiválva 2005. november 3-i dátummal a Wayback Machine-ben (Szarka Gyula - Szarka Tamás) – 5:45
10. Tánc a hóban Archiválva 2005. december 14-i dátummal a Wayback Machine-ben (Szarka Tamás) – 7:41
11. Csönd Archiválva 2005. november 3-i dátummal a Wayback Machine-ben (Szarka Tamás) – 3:57
12. Fennen hordod Archiválva 2005. november 3-i dátummal a Wayback Machine-ben (Szarka Tamás) – 4:20

## Az együttes tagjai
- Szarka Tamás –  ének, hegedű, koboz, gitár, tökcitera, bőgő, nagydob, kórus
- Szarka Gyula – ének, bőgő, lant, gitár, kórus
- Buják Andor – brácsa, töröksíp, alt és szopránszaxofon, bőgő, kórus
- Buják Krisztián – duda, klarinét, furulya, altszaxofon, tarabuka, kórus
- Pukkai Attila – cimbalom, nagydob

Közreműködött:
- Eredics Gábor – harmonika (4)
- Eredics Kálmán – tarabuka (10)
- Farnbauer Péter – szintetizátor (1-3, 6-9, 11, 12)
- Kiss Bernadett – ének (7, 8, 10, 11)
- Lau János – ütősök (1, 3, 9, 12)
- A Galántai Magyar Tanítási Nyelvű Alapiskola Gyermekkórusa – karnagy: Balogh Csaba (4, 9)